# Ambrose Mathalaimuthu
Ambrose Mathalaimuthu (* 20. Juli 1925 in Nagaur, Rajasthan, Indien; † 15. November 2009) war Bischof von Coimbatore.

## Leben
Ambrose Mathalaimuthu empfing am 21. Dezember 1951 die Priesterweihe.
Papst Paul VI. ernannte ihn 1971 zum Bischof des Bistums Tuticorin. Die Bischofsweihe spendete ihm am 9. Dezember desselben Jahres der Erzbischof von Madurai, Justin Diraviam; Mitkonsekratoren waren der Bischof von Tiruchirapalli, Thomas Fernando und der Erzbischof von Bangalore, Packiam Arokiaswamy. Sein Wahlspruch lautete: In Brotherly Love („In brüderlicher Liebe“).
1979 wurde er von Papst Johannes Paul II. zum Bischof des Bistums Coimbatore ernannt. 2002 wurde seinem altersbedingten Rücktrittsgesuch stattgegeben.